# Železniční trať Lausanne–Ženeva
Železniční trať Lausanne–Ženeva je hlavní železniční trať ve Švýcarsku. Má velký význam pro osobní dopravu a je nejvytíženější železniční tratí ve frankofonním Švýcarsku. Slouží jako přípojná trať od Ženevy k Simplonské trati a k trati směrem na Bern a Curych. Provozují ji Švýcarské spolkové dráhy (SBB).

## Historie

### Zprovoznění

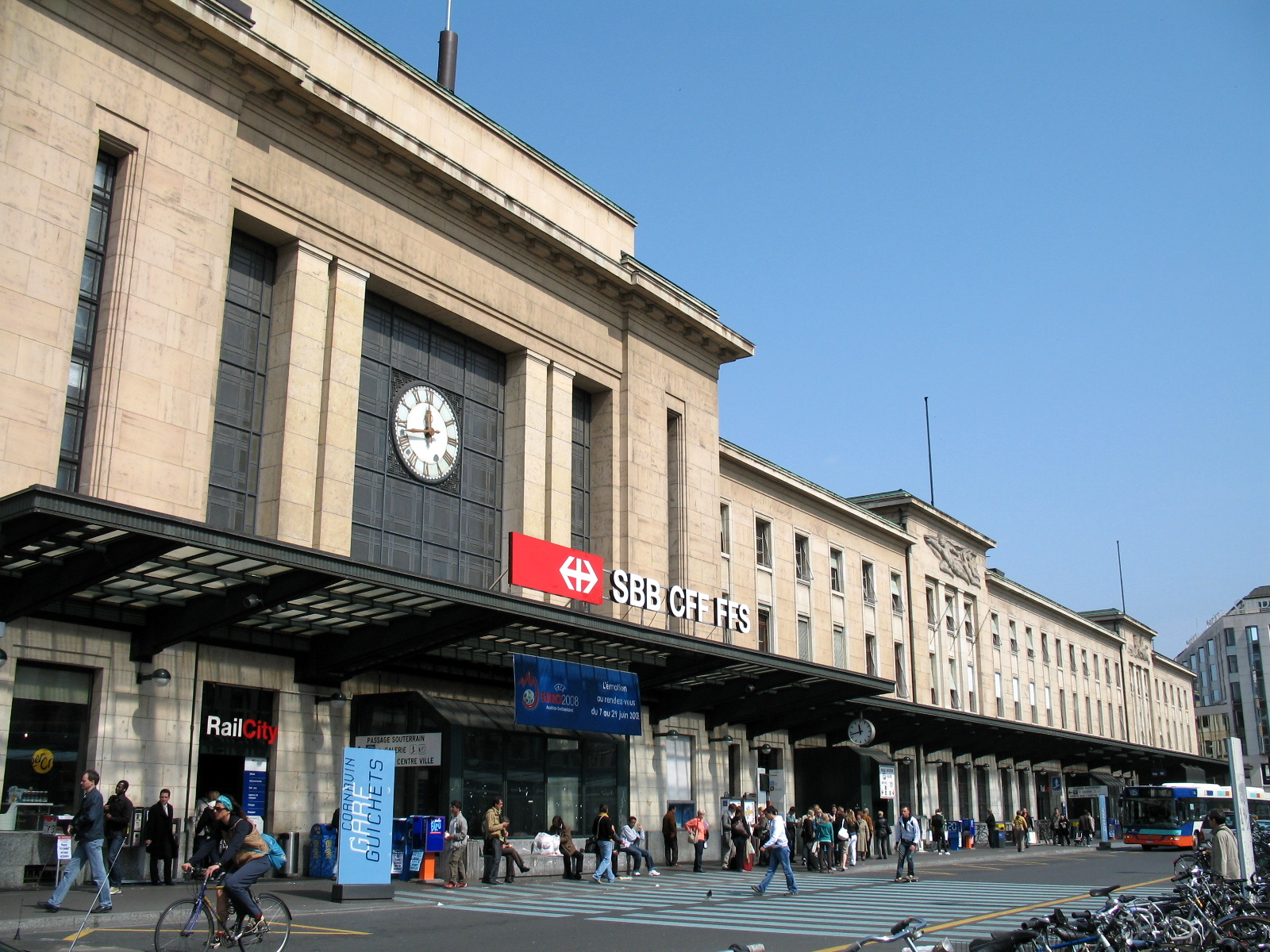
Nádraží Genève-Cornavin

Počátky železniční tratě sahají do roku 1855, kdy společnost Compagnie de l’Ouest Suisse (OS) zprovoznila úsek Morges–Renens v rámci otevření dráhy podél pohoří Jura směrem na sever do Neuchâtelu a Solothurnu. Prodloužení do Lausanne bylo dokončeno v roce 1856.
V březnu 1858 uvedla společnost Chemin de fer Lyon-Genève (LG) do provozu trať mezi oběma městy, čímž byl otevřen úsek mezi Ženevou (nádraží Cornavin) a depem v La Châtelaine. O měsíc později uvedla společnost OS do provozu prodloužení z Morges do Versoix, a to ve dvou etapách. Chybějící spojovací úsek byl dokončen v červnu téhož roku, kdy obě města propojila železnice Chemin de fer Genève-Versoix (GV).
V roce 1949 byl otevřen úsek mezi Ženevou a průmyslovou oblastí La Praille jako první etapa dlouho očekávané spojovací trati mezi ženevským hlavním nádražím Cornavin a konečnou stanicí SNCF Genève-Eaux Vives. Spojovací trať byla uvedena do provozu v roce 2019 pod projektovým názvem CEVA. Až do roku 2002 byla trať vyhrazena pro nákladní dopravu, než byla otevřena stanice Lancy-Pont Rouge a zavedena osobní doprava. Stanice sehrála důležitou roli během mistrovství Evropy ve fotbale v roce 2008, neboť v její bezprostřední blízkosti se nachází stadion Stade de Genève.
V roce 1971 bylo zprovozněno seřaďovací nádraží Lausanne, které se nachází přímo na trati v Denges-Echandens.
V roce 1987 bylo ženevské letiště napojeno na trať do Lyonu odbočkou z odstavného nádraží La Châtelaine. Trať do stanice Genève-Aéroport je od počátku provozována se střídavým napětím 15 kV a od počátku provozu je dvoukolejná. Je vyhrazena pro dálkovou dopravu.
V roce 2011 byla otevřena zastávka Prilly-Malley v rámci plánu rozšíření sítě regionálních vlaků Réseau Express Vaudois mezi Rennes a Lausanne. Zároveň však byla zrušena zastávka Tolochenaz.

### Úpravy a elektrizace
Úseky Morges–Allaman a Gland–Ženeva byly již v roce 1868 přestavěny na dvoukolejné. V roce 1872 následovaly úseky Allaman–Gland a Renens–Lausanne, v roce 1879 byl zdvoukolejněn i poslední zbývající úsek Morges–Renens.
Elektrifikace byla dokončena v roce 1925, kdy byla trať elektrifikována jednofázovým střídavým napětím 15 kV 16,7 Hz, v té době plošně zaváděným v síti SBB. Odbočka do Lancy následovala v roce 1951. Úsek Ženeva – La Châtelaine byl elektrifikován stejnosměrným napětím SNCF 1500 V a střídavé napětí získal až po otevření trati na ženevské letiště v roce 1987.
Po dvanácti letech plánování a čtyřech letech výstavby byla v roce 2004 v rámci projektu Rail 2000 zprovozněna třetí kolej mezi Coppet a Ženevou, která od té doby slouží regionální dopravě, dálková a nákladní doprava nadále využívá předchozí dvoukolejnou trať. Stanice mezi Coppet a Ženevou byly přestavěny zpět na jednokolejné zastávky; nástupiště na staré trati byla zrušena.

## Provoz
Trať je důležitá pro osobní i nákladní dopravu, protože spojuje Ženevu se zbytkem železniční sítě SBB.

### Dálková doprava

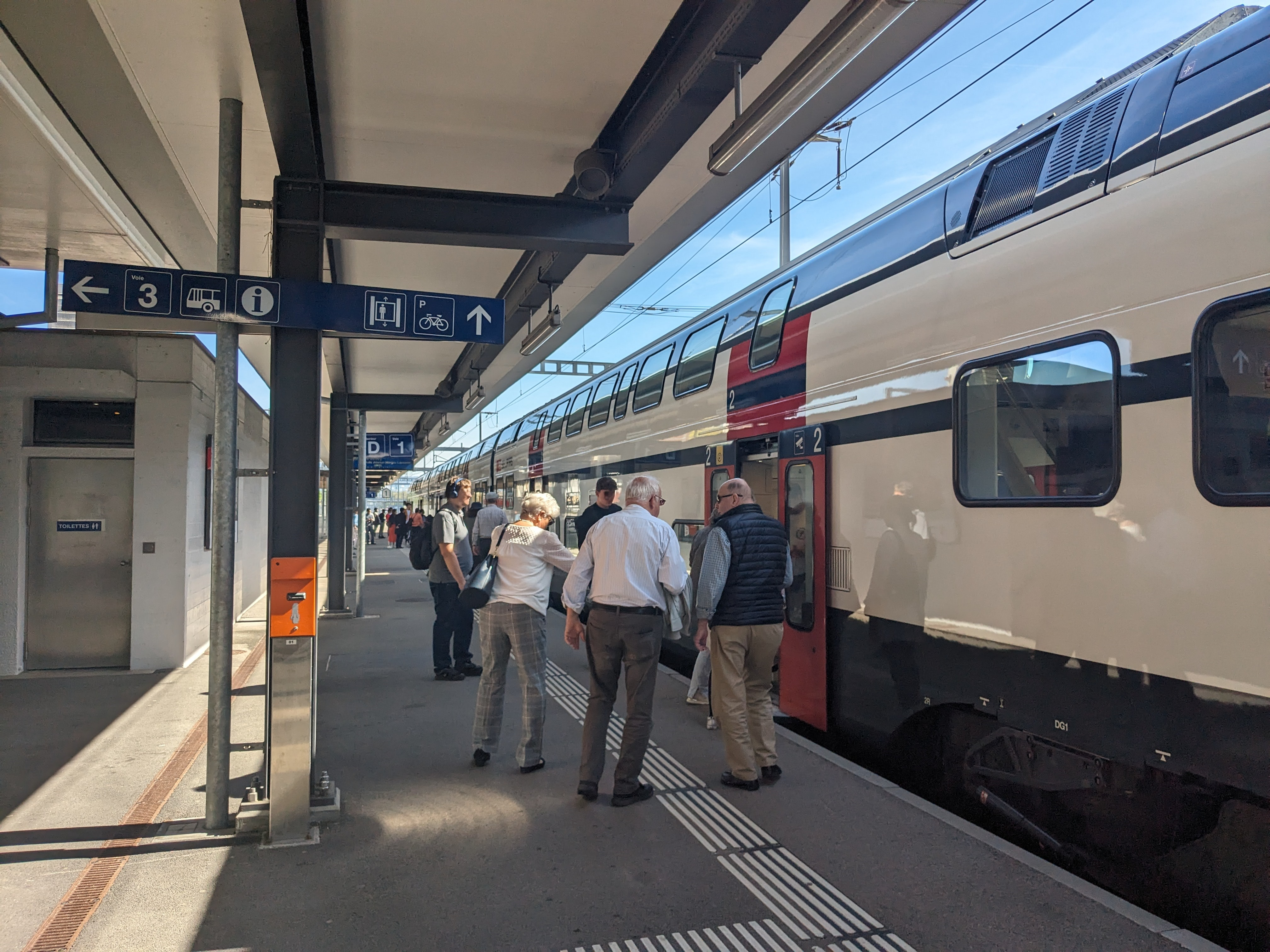
Vlak kategorie InterCity ve stanici Gland

V celé trase jezdí vlaky InterCity do Bernu, Curychu a St. Gallenu a vlaky InterRegio z ženevského letiště do Lucernu a Brigu. Ze Ženevy do Lausanne jezdí v celé trase vlaky EuroCity, vedené elektrickými jednotkami ETR 610 do Milána a Benátek a vlaky RegioExpress Ženeva–Lausanne. V úseku od ženevského letiště do Morges jezdí také naklápěcí vlaky ICN přes trať podél Jury do Basileje a St. Gallenu.
Úsek Lausanne-Renens je rovněž využíván dálkovými spoji do Paříže a přes trať podél Jury.

### Regionální doprava
Regionální dopravu v oblasti Lausanne zajišťuje síť regionálních vlaků RER Vaud. Mezi Allamanem a Lausanne jezdí linky R5 a R6. Linky R1 až R4 navíc využívají úsek mezi Renens a Lausanne.
V širší oblasti Ženevy jezdí příměstské vlaky Léman Express po samostatné trati mezi Coppetem a Ženevou.
Mezi Allamanem a Coppet byla od roku 2004 zrušena regionální doprava a všechny stanice byly uzavřeny s výjimkou Rolle, Glandu a Nyonu. Zbývající stanice jsou obsluhovány dálkovými vlaky InterRegio a RegioExpress.